# Braunarlspitze
De Braunarlspitze is een 2649 meter hoge bergtop in het Lechbrongebergte in de Oostenrijkse deelstaat Vorarlberg. Het is de hoogste bergtop van de noordelijke helft van het Lechbrongebergte en derhalve vanuit het Bregenzerwald zeer goed zichtbaar.
De berg bestaat grotendeels uit dolomiet en kalksteen en wordt gekenmerkt door de vele verkarstingen. De berg ligt op de watergrens van de Rijn en de Donau. De berg werd voor het eerst beklommen in 1877.
Beklimming van de bergtop vereist klimgereedschap. De tocht voert vanuit Schröcken over de Fellealpe of vanuit Zug bij Lech am Arlberg via de Göppinger Hütte op 2245 meter hoogte naar de top.